# Neolimnia raiti
Neolimnia raiti är en tvåvingeart som beskrevs av Barnes 1979. Neolimnia raiti ingår i släktet Neolimnia och familjen kärrflugor. Inga underarter finns listade i Catalogue of Life.